# Тумаркин, Яков
Я́ков Тума́ркин (ивр. יעקב טומרקין‎; род. 15 февраля 1992, Челябинск, Россия) — израильский пловец, призёр юношеских Олимпийских игр и чемпионата Европы, участник Олимпийских игр.

## Карьера
На юношеских Олимпийских играх 2010 года Яков выиграл две серебряные медали — в плавании на спине на 100 и 200 метров.
Участник чемпионата Европы на короткой воде 2010 и чемпионата мира 2011. На чемпионате Европы 2012 Тумаркин вновь выиграл медали в плавании на спине.
На Олимпиаде в 2012 году Яков занял 7-е место на дистанции 200 метров на спине.
На чемпионате Европы по плаванию на короткой воде 2015 года был вторым на двух дистанциях: 200 метров на спине и 100 метров комплексного плавания.
Знаменосец сборной Израиля на церемонии открытия Олимпийских игр 2020 года в Токио (вместе с легкоатлеткой Анной Князевой-Миненко).